# Florentianus Haspieder
Florentianus Haspieder (* 12. Februar 1657 in München; † 14. Juli 1706 in München) war Subdekan des Augustinerchorherrenstiftes Weyarn und Teilnehmer am bayerischen Volksaufstand 1705.

## Leben
Johann Christoph (= Taufname) Haspieder wuchs in München als Sohn eines Spitalschreibers auf. 1674 absolvierte er das Jesuitengymnasium seiner Heimatstadt (heute: Wilhelmsgymnasium München). 1677 erhielt er bei seiner Profess in Weyarn den Klosternamen Florentinianus und wurde 1683 zum Priester geweiht. Ab 1685 war er Subdekan des Stifts. Während einer dienstlichen Reise erkrankte er in München und starb dort am 14. Juli 1706. Sein Leichnam wurde nach Weyarn übergeführt.

## Teilnahme am bayerischen Volksaufstand 1705
Haspieder rief in drei Predigten die Bevölkerung von der Kanzel zur Beteiligung am Aufstand auf, in denen er erklärte: Gott würde den Landesverteidigern beistehen, man dürfe die Münchner selbst bei Lebensgefahr nicht im Stiche lassen, man sei bei Verlust der Seelen Seligkeit schuldig, mit den Tölzern und den anderen Landesdefensoren zu halten; die einreißenden Bosheiten und Ketzereien müssten ausgerottet und die, die das Land Bayern zu Unrecht besäßen, vertrieben werden.
Haspieder ist eine Ausnahme im bayerischen Volksaufstand. Wir kennen sonst keine Beispiele dafür, dass Priester die Menschen kraft ihres Amtes zum bewaffneten Widerstand aufriefen. Im Gegenteil, auf Anweisungen des Bischofs von Freising Johann Franz Freiherr von Eckher mahnten die Geistlichen ihre Gemeinden, sich des Aufruhrs zu enthalten. Haspieder war sicher von Maximilian Alram instruiert worden. Wenn er seine Pfarrkinder aufforderte, zu den Waffen zu greifen, und widrigenfalls mit dem Verlust der ewigen Seligkeit drohte, so steht er in einer Reihe mit den Priestern, die in anderen Volkskriegen das Gleiche taten.
Im Tiroler Volksaufstand von 1809 und im spanischen Volkskrieg gegen Napoleon von 1808 bis 1814 kämpften Geistliche selbst mit der Waffe in der Hand gegen die französischen Eindringlinge, wie es in Bayern 1705/06 in der Oberpfalz Pfarrer Florian von Miller aus Oberviechtach tat.
Mit den „einreißenden Ketzereien“ meinte Haspieder anscheinend die Anwesenheit protestantischer Truppen und die Ausübung des protestantischen Gottesdienstes durch sie in Bayern.